# アボットジャパン
アボットジャパン合同会社（英: Abbott Japan LLC）は、医療機器・ヘルスケアカンパニーである米国アボット・ラボラトリーズの日本法人。

## 概要
2003年2月1日、ダイナボット株式会社と北陸製薬株式会社が合併し設立された。
ダイナボットは長く診断薬・機器事業が主力であり、医療用医薬品は大日本製薬（現 住友ファーマ）から販売を行っていたが、北陸製薬との合併後は完全自社販売体制となり医療用医薬品を主力としていた。アボット・ラボラトリーズは2013年に研究開発型医療用医薬品事業（いわゆる新薬事業）を分離し、全世界的にアッヴィ（日本法人はアッヴィ合同会社）として分社した。新薬事業からの撤退により、今後アボット・ラボラトリーズの医薬品事業はエスタブリッシュ製品（長期収載品やブランド後発品）を軸に新興市場に注力することが表明されており、他の事業と共に多角化されたヘルスケアカンパニーとして展開される。

## 沿革
旧ダイナボット株式会社
- 1962年（昭和37年） - 株式会社ダイナボットRI研究所設立
- 1964年 - 日本アボット株式会社設立
- 1977年 - アボット株式会社設立
- 1980年 - 松戸第二工場建設
- 1983年 - 上記3社を合併し、ダイナボット株式会社設立

旧北陸製薬株式会社
- 1920年（大正9年） - 北陸衛生化学実験所創業
- 1959年 - 北陸製薬株式会社設立
- 1966年 - 猪野口工場ならびに本社研究所（現在の勝山事業所）設置
- 1992年 - 新中央研究所ならびに本社棟建設
- 1996年 - 独BASFの傘下となる
- 2001年 - BASFの医薬品事業部門（Knoll AG）の売却に伴い、米アボット・ラボラトリーズ傘下となる

アボット ジャパン株式会社
- 2003年（平成15年） - アボット ジャパン株式会社設立
- 2006年 3月 - ホスピーラ事業部を分社化（現 ホスピーラ・ジャパン）、大日本住友製薬との販売提携解消
- 2006年 4月 - 医薬品の完全自社販売の開始
- 2008年 5月 - 医薬品事業部本社を大阪から東京に移転
- 2013年 - 研究開発型の医薬品部門をアッヴィ合同会社に分社。ヒュミラ、シナジス等の製品をアッヴィに承継（承継2013年4月）

アボット　ジャパン合同会社
- 2019年（令和元年）12月31日 - 会社の形態変更に伴いアボット ジャパン合同会社に社名を変更[3]

## 親会社
アボット・ラボラトリーズは、1888年、シカゴのウォレス.C.アボット（Wallace C. Abbott）博士により設立。医療機器、診断薬・機器および栄養剤製品を開発・製造・販売する。
アボット・ラボラトリーズは医療機器とヘルスケアカンパニーである。イリノイ州レイクブラフに本社を置く。グローバルで医療機器、診断薬・機器、ブランドジェネリック医薬品、栄養剤製品を開発・製造・販売。同社はヒュミラの開発・製造・販売を行うアッヴィや、ファイザーが買収したHospiraなど、いくつかのスピンオフ企業を設立した。

## 部門
アボットは、診断薬・機器、医療機器、ブランドジェネリック医薬品、栄養剤製品を中核事業とする。
(2018年現在、各事業部は次のとおり)
- ダイアベティスケア事業：グルコースモニタシステム
- コアラボ診断事業：血液検査、免疫検査、がんおよび生化学検査
- 遺伝子検査事業：感染症検査および個別化医療のためのコンパニオン診断
- 栄養剤製品事業：幼児向け栄養製品、成人向け栄養製品および特別栄養製品
- ポイント・オブ・ケア：患者さんの側で測定可能なポータブル型血液分析装置
- 心疾患治療事業：冠動脈疾患、心調律管理、心房細動、心不全、構造的心疾患、末梢動脈疾患の治療に用いる医療機器
- ニューロモデュレーション事業：慢性疼痛および運動障害のための脊髄および脳深部刺激デバイス
- ラピッド・ダイアグノスティクス：感染症、心血管代謝性疾患および毒物の簡易迅速診断検査
- ブランドジェネリック医薬品事業：発展途上国におけるブランドジェネリック医薬品[4]

## 関連リンク
- アボット・ラボラトリーズ